# Bisdom Ecatepec
Het bisdom Ecatepec (Latijn: Dioecesis Ecatepecensis) is een rooms-katholiek bisdom met als zetel Ecatepec de Morelos, in Mexico. Het bisdom is suffragaan aan het aartsbisdom Tlalnepantla. 

## Geschiedenis
Het bisdom werd opgericht op 28 juni 1995, uit delen van het aartsbisdom Tlalnepantla en het bisdom Texcoco.

## Parochies
Het bisdom had in 2021 een oppervlakte van 204 km2 en telde 1.726.260 inwoners waarvan 86,4% rooms-katholiek was.

## Bisschoppen
- Onésimo Cepeda Silva (28 juni 1995 - 7 mei 2012)
- Oscar Roberto Domínguez Couttolenc (17 juli 2012 - heden)

Tlalnepantla (aartsbisdom) · Cuautitlán · Ecatepec · Izcalli · Netzahualcóyotl · Teotihuacán · Texcoco · Valle de Chalco